# Selahattin Paşalı

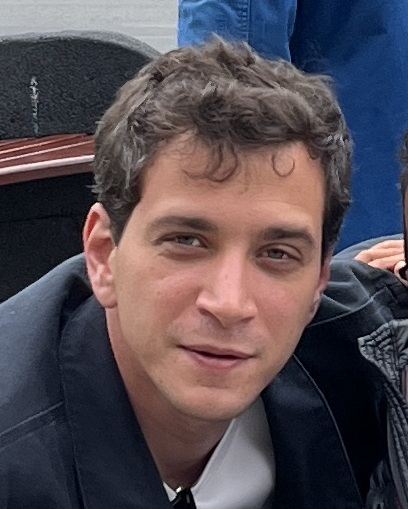
Selahattin Paşalı, 2023

Selahattin Paşalı (* 2. Februar 1990 in Bodrum) ist ein türkischer Schauspieler.

## Leben und Karriere
Paşalı wurde am 2. Februar 1990 in Bodrum geboren. Er machte ein Schauspielausbildung in Craft Atölye. Sein Debüt gab er 2017 in der Fernsehserie Kalp Atışı. Dann spielte er in Bir Umut Yeter mit. Anschließend bekam er  2019 eine Rolle in Leke. 2020 trat er in der Serie  Babil auf. Seinen Durchbruch hatte er in der Netflixserie Aşk 101. Seit 2022 ist er in Pera Palas'ta Gece Yarısı zu sehen.
Im Jahr 2024 folgte die Aufnahme in die Europäische Filmakademie, die alljährlich die Europäischen Filmpreise verleiht.

## Filmografie
Filme
- 2022: Kurak Günler

Serien
- 2017–2018: Kalp Atışı
- 2018: Bir Umut Yeter
- 2019: Leke
- 2020: Babil
- 2020–2021: Love 101 (Aşk 101)
- seit 2022: Mitternacht im Pera Palace (Pera Palas'ta Gece Yarısı)
- seit 2023: Ömer